# Cephalopholis igarashiensis
Cephalopholis igarashiensis е вид бодлоперка от семейство Serranidae.

## Разпространение и местообитание
Видът е разпространен в Американска Самоа, Източен Тимор, Индонезия, Китай, Маршалови острови, Микронезия, Ниуе, Нова Каледония, Остров Рождество, Острови Кук, Палау, Провинции в КНР, Самоа, Северни Мариански острови, Тайван, Фиджи, Филипини, Френска Полинезия и Япония.
Среща се на дълбочина около 100 m, при температура на водата около 25,8 °C и соленост 34,8 ‰.

## Описание
На дължина достигат до 43 cm.